# Муртензе
Муртензе (нем. Murtensee, фр. Lac de Morat) — озеро в Швейцарии.
Название получило от городка Муртен, расположенного на его южном берегу. Французский вариант — Мора. Исторические названия — Муратенсис, Мурето, Мурети.
Муртензе расположено на западе страны на территории кантонов Во и Фрибур. Через озеро протекает река Бруа. Водная поверхность озера находится на высоте 429 м над уровнем моря, площадь зеркала — 22,8 км², максимальная глубина — 45 м.
Муртензе находится у подножия гор Юра и наряду с Невшательским и Бильским образует гидросистему региона Зеланд (озёрный край).

## География
Муртензе находится в кантонах Фрибур и Во. На его южном берегу находится город Муртен, в честь которого и назвали сам водоём. Озеро составляет 8,2 км в длину и максимум 2,8 км в ширину. Его максимальная глубина составляет 45 м. Объём Муртензе составляет около 0,55 км³, а площадь — 693 км².

## Галерея

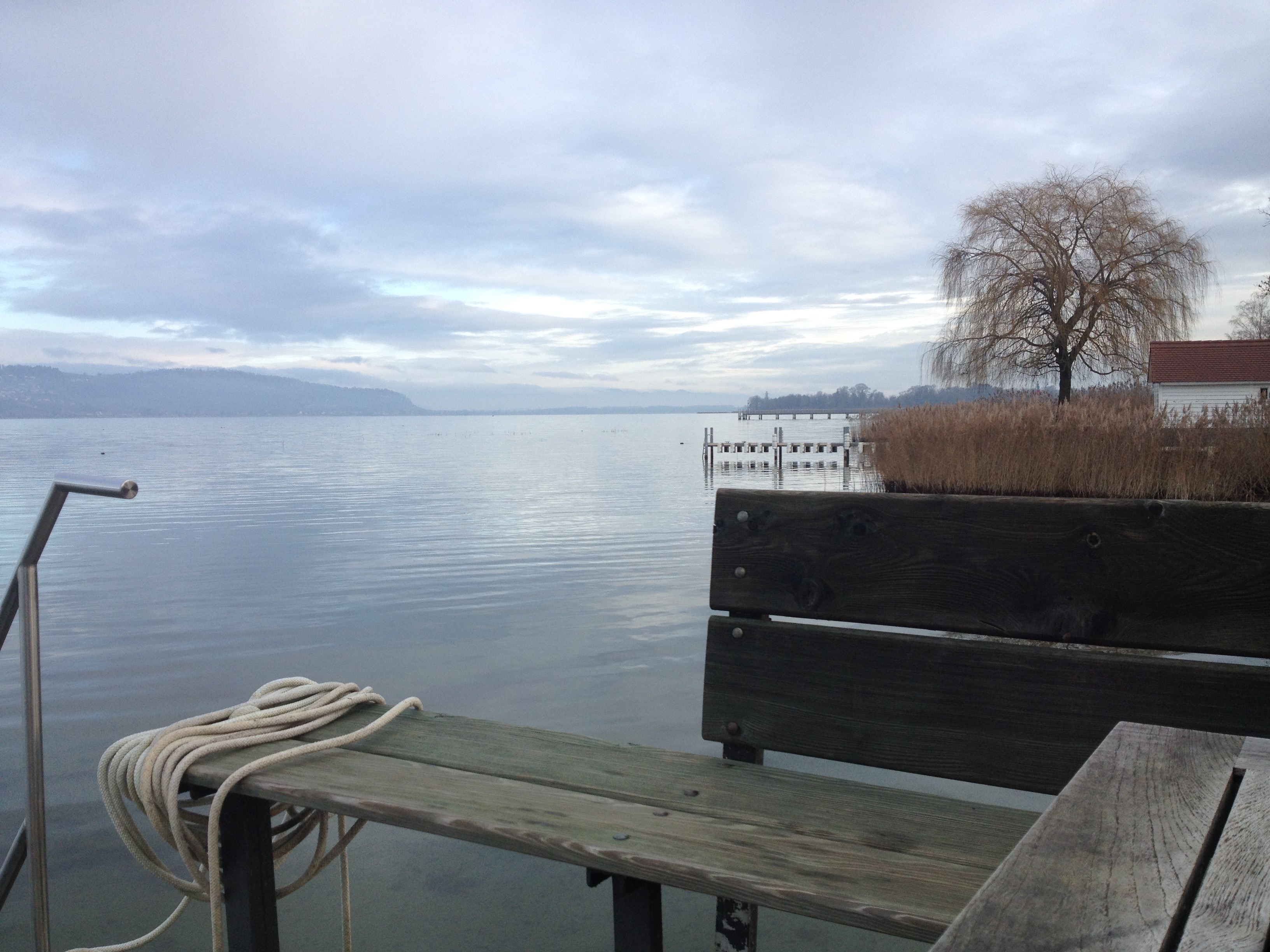
Вид из посёлка Фауг, кантон Во
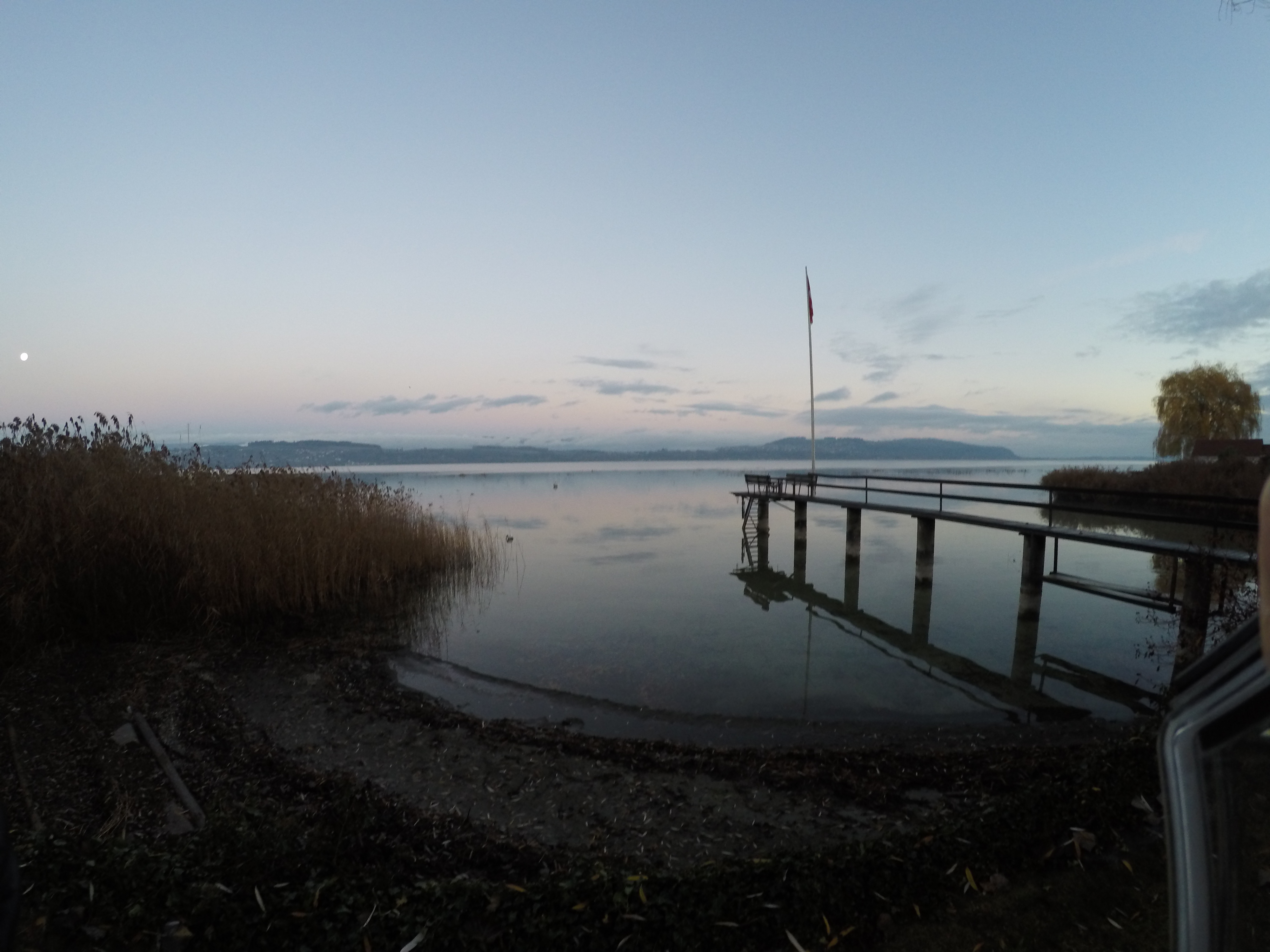
Вид из посёлка Фауг, кантон Во
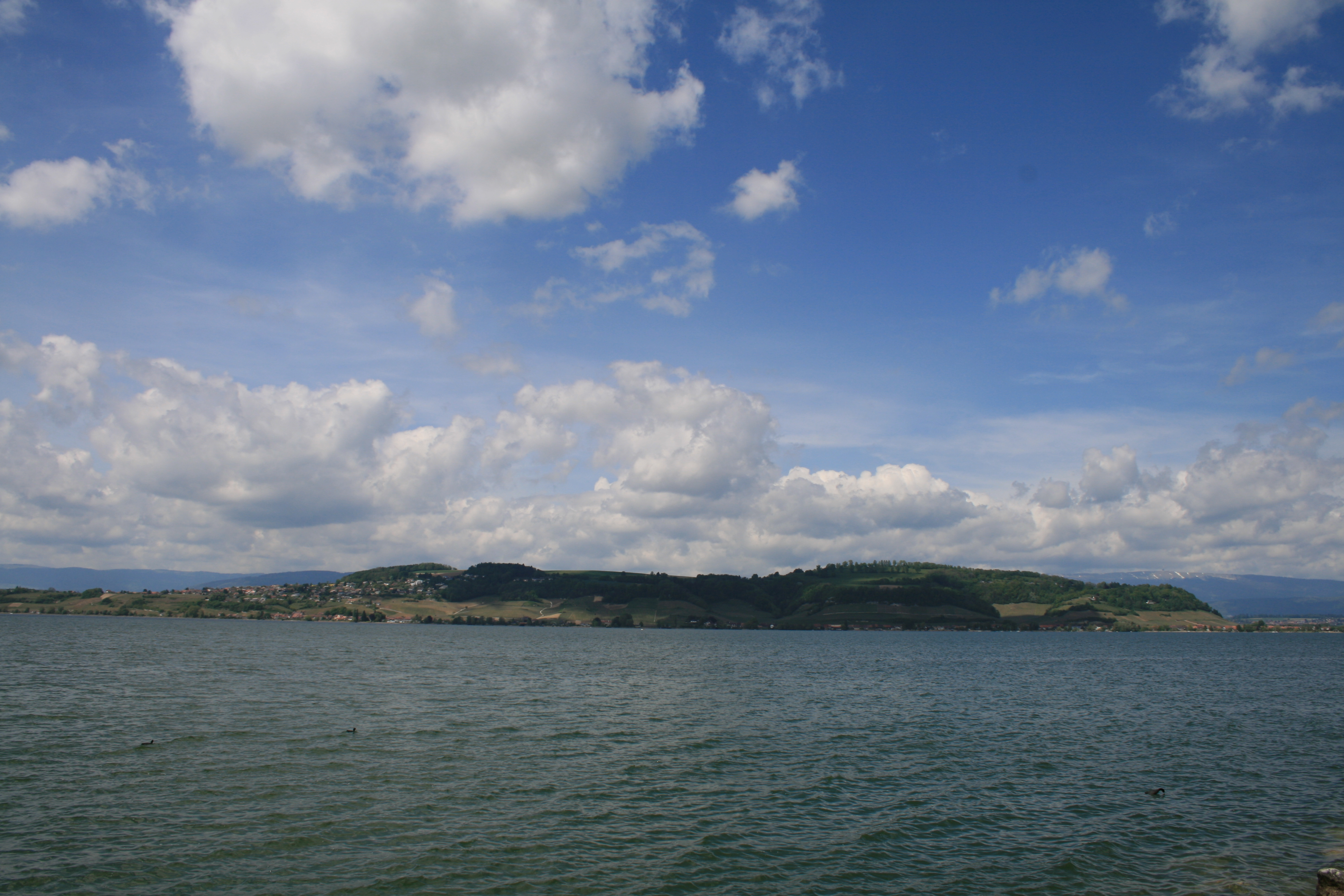
Вид на сушу с Муртензе
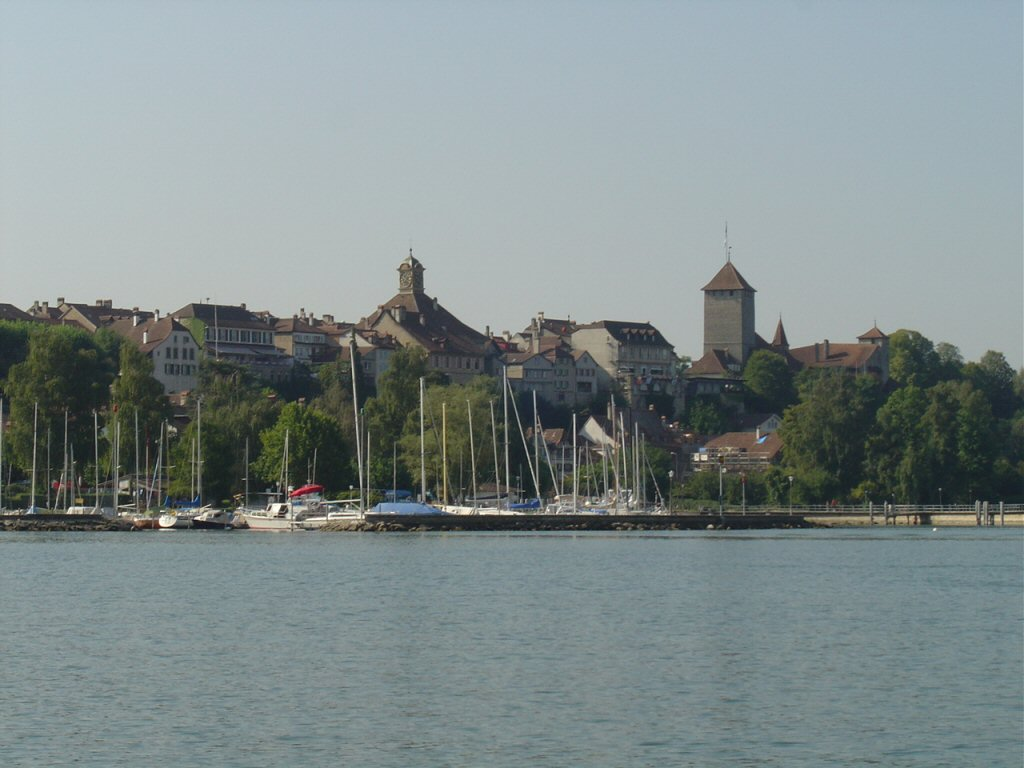
Вид на город Муртен с Муртензе
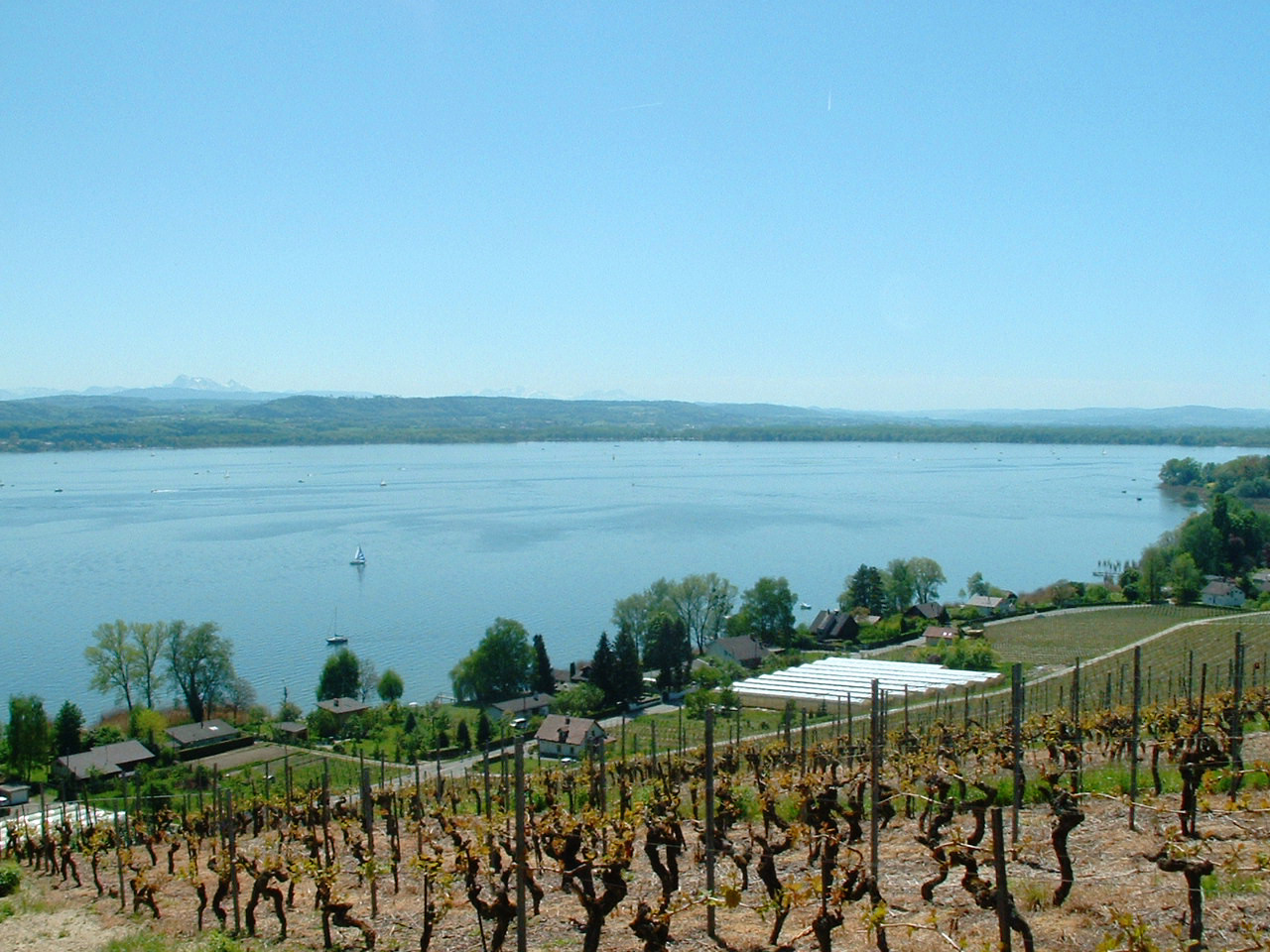
Вид сверху на Муртензе
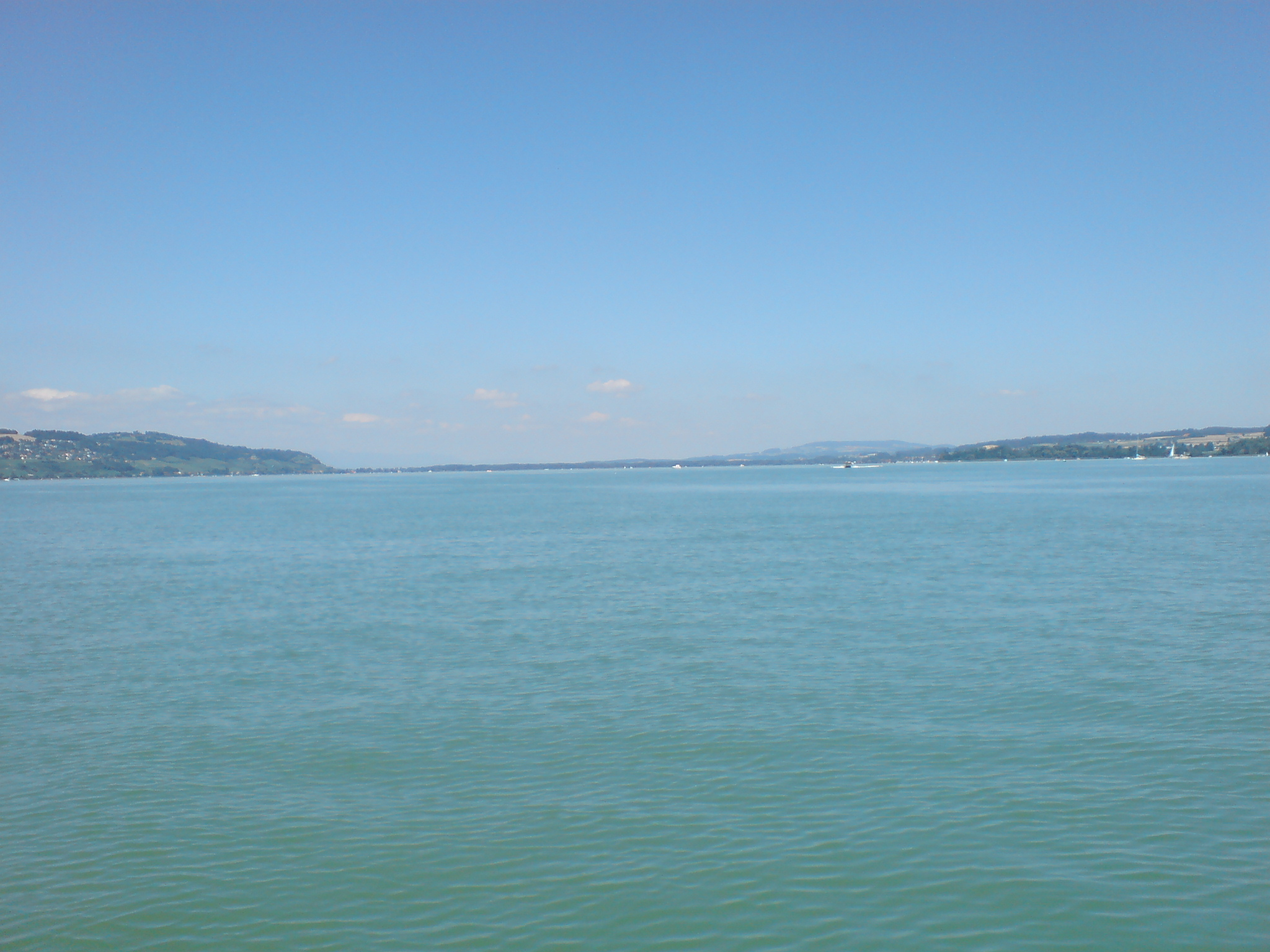
Фотография Муртензе, сделанная с небольшой лодки.